# Юліус Плюккер
Юліус Плюккер (нім. Julius Plücker; 16 липня 1801, Ельберфельд — 22 травня 1868 року, Бонн) — німецький математик і фізик, що працював в області аналітичної геометрії.

## Життєпис
Плюккер навчався в університетах Берліна, Бонна, Гейдельберга і Парижа, і в 1828 році став професором математики в Боннському університеті, а у 1844—1845 та 1855—1856 роках був ректором цього ж університету. У цей час він займався геометрією, і зробив декілька відкриттів, включаючи узагальнення поняття координат і введення тангенціальних і однорідних координат. В алгебрі він висунув декілька теорій про алгебраїчні криві.
У 1847 році, Плюккер став професором фізики в тому ж університеті. Серед його досягнень у цій області є отримання атомарних і молекулярних спектрів різних речовин, таких як азот, водень, і деякі інші. Відкрив і описав катодні промені, флуоресценцію.